# Île Navy
L'île Navy est une petite île sur la rivière Niagara dans la province d'Ontario, au Canada. Elle est actuellement administrée par la Niagara Parks Commission. Elle est située à environ 4,5 km en amont des chutes du Niagara, et a une superficie d'environ 1,2 km2.

## Histoire
L'île Navy fut peuplée par les tribus indiennes Lamoka aux environs de 2000 av. J.-C. et Meadowood vers 1000 av. J.-C.
Pendant la colonisation française de la Nouvelle-France, l'île Navy avait le nom d'Île de la Marina. Les Français y construisirent quatre navires utilisés par la suite pour desservir les Grands Lacs. Lorsque les Britanniques récupérèrent la Nouvelle-France, en application du traité de Paris (1763), ils y établirent un chantier naval. Lors de la guerre de 1812, ils stationnèrent un détachement sur l'île.
En 1837, William Lyon Mackenzie et environ 200 de ses partisans prirent l'île par la force et proclamèrent la république du Canada. Le 11 janvier 1838, les rebelles furent forcés  à quitter l'île et fuirent aux États-Unis, en traversant la rivière.
En 1875, l'Hôtel Queens fut construit au sud de l'île, et devint un lieu de vacances populaire en été. Il fut détruit par un incendie en 1910. Le gouvernement fédéral a confié l'île à la commission des parcs de Niagara depuis 1936, pour qu'elle s'assure de sa préservation.
L'île Navy fut proposée pour être la nouvelle Capitale mondiale de la Paix, et accueillir le quartier-général des Nations unies, par un comité international en 1945 et 1946. L'île était considérée comme un emplacement idéal puisqu'elle se trouvait à la frontière entre deux pays pacifiques. On proposa que l'île Navy soit cédée aux Nations unies, tant que le quartier général y serait situé. Finalement la proposition fut rejetée en faveur de l'actuel emplacement du siège des Nations unies à New York.